# Kwikapa
Kwikapa (cucapa) är ett utrotningshotat språk som tillhör språkfamiljen Yuman-cochimí. Språket talas av totalt 350 personer, varav 200 i Mexiko och 150 i USA. Det lärs fortfarande ut till barn. Cocopah Museum i Arizona har organiserat lektioner för barn sedan 1998.
Språket skrivs med latinska alfabetet. Skriftliga formen utvecklades först på 1970-talet men förnyades på 2000-talet.

## Fonologi

### Konsonanter
|             | Bilabial | Alveolar | Retroflex | Palatal | Palatal | Velar  | Velar | Uvular | Uvular | Glottal |
| ----------- | -------- | -------- | --------- | ------- | ------- | ------ | ----- | ------ | ------ | ------- |
| Norm.       | Bilabial | Alveolar | Retroflex | Lateral | Norm.   | Labial | Norm. | Labial |        | Glottal |
| Klusil      | p        | t        | ʈ         | tʃ      |         | k      | kʷ    | q      | qʷ     | ʔ       |
| Frikativ    |          | s        | ʂ         | ʃ       | ɬ ~ ɬʲ  | x      | xʷ    |        |        |         |
| Lateral     |          | l ~ lʲ   |           |         |         |        |       |        |        |         |
| Nasal       | m        | n        |           | ɲ       |         |        |       |        |        |         |
| Tremulant   |          | r        |           |         |         |        |       |        |        |         |
| Approximant | w        |          |           | j       |         |        |       |        |        |         |

Källa:

### Vokaler
|        | Främre | Central | Bakre |
| ------ | ------ | ------- | ----- |
| Sluten | i      |         | u     |
| Öppen  |        | a       |       |

Källa: